# Ramp van Sange
De ramp van Sange was de ontploffing van een tankwagen vol olie in het Congolese dorp Sange op 2 juli 2010, waarbij zeker 271 mensen om het leven kwamen.

## Toedracht
De tankwagen kwam vanuit het naburige land Tanzania toen het in Sange, een dorpje gelegen in de provincie Zuid-Kivu, over de kop sloeg toen de chauffeur probeerde een bus in te halen. De explosie die volgde zou zijn ontstaan door een sigaret van een man die probeerde wat van de brandstof uit de lekkende tankwagen op te vangen.
Door het ontploffen van de brandstof ontstond er vrij snel brand in verschillende aanpalende huizen, veelal gemaakt van aarde en stro. Veel mensen waren een wedstrijd van het Wereldkampioenschap voetbal 2010 aan het kijken en werden verrast door het vuur.
Bij de ramp vielen zeker 271 doden en meer dan honderd gewonden.